# توم دولينج
توم دولينج (بالإنجليزية: Tom Dowling)‏ هو لاعب دوري الرغبي أسترالي، ولد في 1907، وتوفي في 1969.